# Centro de Tradiciones Gaúchas
Un Centro de Tradiciones Gaúchas (CTG) es una sociedad civil sin fines de lucro que busca divulgar las tradiciones y el folclore de la cultura gaúcha tal como fue codificada y registrada por folcloristas reconocidos por el movimiento a través de actividades asociativas y recreativas. Están guiadas por los mismos principios y normas de acción pero se encuentran extendidas en varios lugares incluso fuera del estado de Río Grande del Sur. Existen en Brasil cerca de 1300 entidades y unas 16 fuera del país.